# Бервин (Небраска)
Бервин (енгл. Berwyn) град је у америчкој савезној држави Небраска.

## Демографија
По попису из 2010. године број становника је 83, што је 51 (-38,1%) становника мање него 2000. године.
| Група             | 2000.       | 2010.      |
| Белци             | 130 (97,0%) | 78 (94,0%) |
| Афроамериканци    | 0 (0,0%)    | 0 (0,0%)   |
| Азијати           | 1 (0,7%)    | 0 (0,0%)   |
| Хиспаноамериканци | 3 (2,2%)    | 1 (1,2%)   |
| Укупно            | 134         | 83         |